# Kazajistán en los Juegos Paralímpicos de Vancouver 2010
Kazajistán estuvo representado en los Juegos Paralímpicos de Vancouver 2010 por un deportista masculino. El equipo paralímpico kazajo no obtuvo ninguna medalla en estos Juegos.